# Spelunker
Spelunker är ett äventyrsspel utgivet 1983. Det utvecklades av Tim Martin och Micrographicimage, och är ett plattformsspel i stil med spel som Pitfall! och Curse of Ra.
Spelet släpptes ursprungligen 1983 till Atari 800, och porterades senare till Commodore 64 och återutgavs av Brøderbund 1984, och i Europa licenserades utgivningsrättigheterna av Ariolasoft. 1985 kom en arkadversion innan spelet släpptes till Famicom i Japan den 6 december samma år, och i Nordamerika i september 1987, och till MSX 1986. 
Spelet återutgavs till Virtual Console i Nordamerika den 17 mars 2008 och i Europa den 5 september samma år till Wii, och i båda världsdelarna den 6 juni 2013 till Wii U och i Nordamerika den 27 juni 2013 till Nintendo 3DS.

## Handling
Spelet utspelar sig i en stor grotta, där spelaren börjar vid ingången, och skall ta sig ner till skatten i botten, samt akta sig för bland annat stora fladdermöss, guano och ett spöke. Den friska luften är tidsbegränsad, och kan fyllas på under spelets gång.

### Fotnoter
1. 1 2  ”Spelunker”. NES DB. 25 mars 1986. Arkiverad från originalet den 4 mars 2016. https://web.archive.org/web/20160304194443/http://www.nesdb.se/game_more.php?id=1349&rid=4. Läst 28 juni 2014.